# بانثيرا إف 9
بانثيرا إف 9 (بالإنجليزية: Panthera F9)‏ هي حاملة أفراد مصفحة من 5 أبواب من تصميم دولة الإمارات العربية المتحدة، تصنع في الإمارات وتركيا. كما تصنع في السودان تحت اسم صرصر.

## التاريخ
تستخدم بانثيرا إف 9 رسميًا من قبل القوات المسلحة للإمارات العربية المتحدة وتركيا ومصر. علاوة على ذلك، تم توفير المركبات التركية الصنع كمساعدة عسكرية للجماعات المسلحة المختلفة في المعارضة السورية خلال الحرب الأهلية السورية، بينما عرضت النماذج الإماراتية الصنع في حيازة المشير خليفة حفتر للجيش الوطني الليبي المتمركز في طبرق خلال الحرب الأهلية الليبية الثانية.